# Boršov
Boršov é uma comuna checa localizada na região de Vysočina, distrito de Jihlava.